# کفر کما
کفر کما (به لاتین: Kfar Kama) شهر کوچکی است در استان شمال در اسرائیل. کفر کما در سال ۲۰۱۵ میلادی ۳۱۸۸ نفر جمعیت داشت که بیشترشان از تبار چرکس بودند.
کفر کما در سال ۱۸۷۸ توسط ۱۱۵۰ نفر از چرکس‌های مهاجر بنیاد شد که در پی جنگ روسیه و چرکس از روسیه به امپراتوری عثمانی تبعید شده بودند. این چرکس‌ها از تیره شاپسوگ از قوم آدیغه هستند.

## نگارخانه

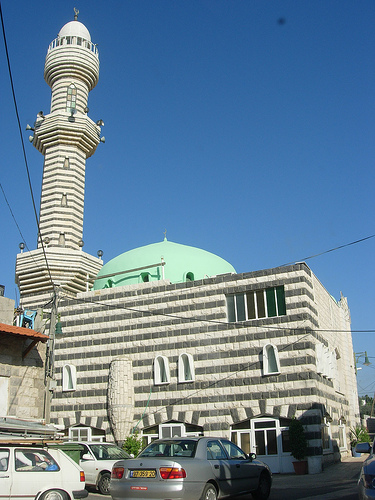
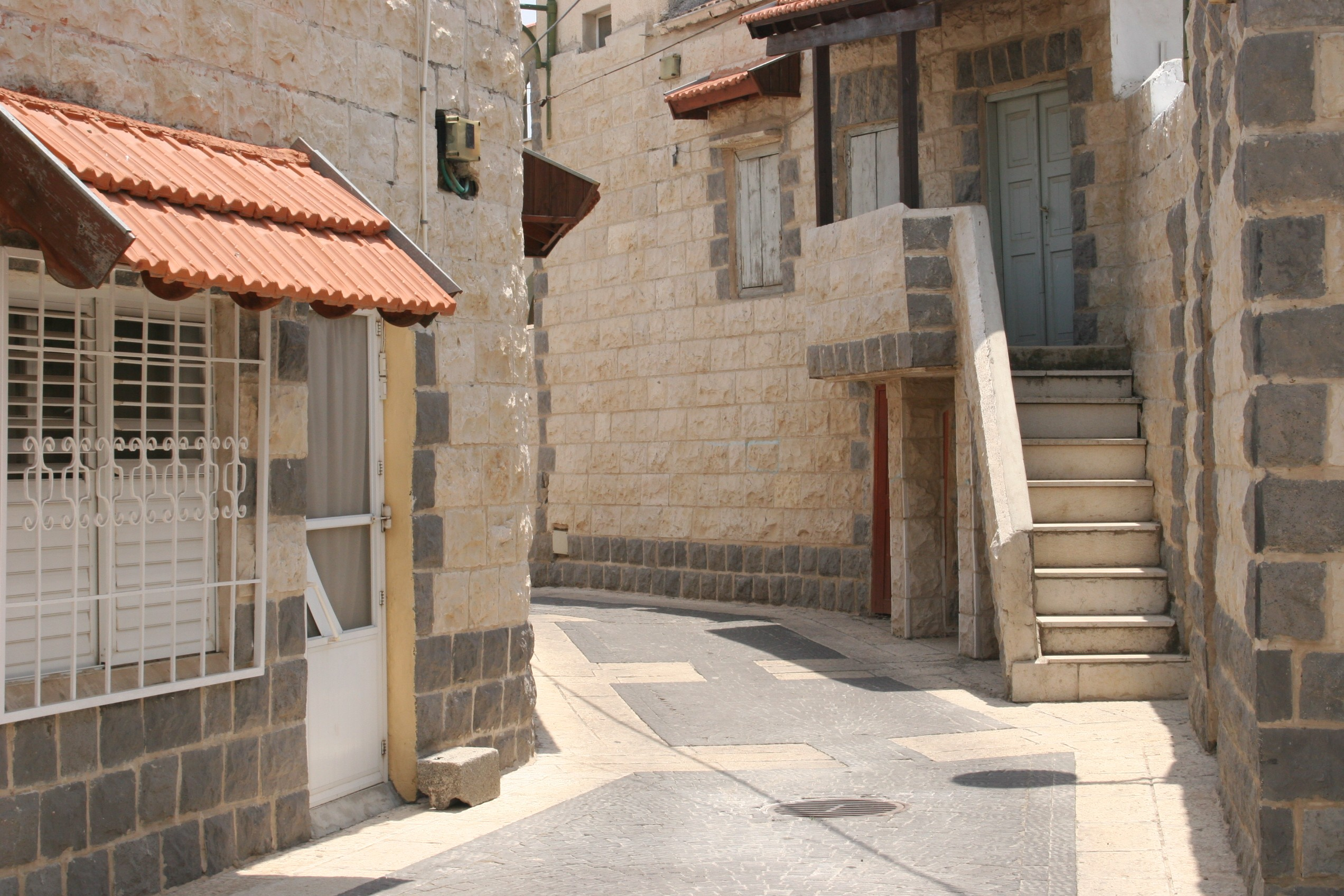
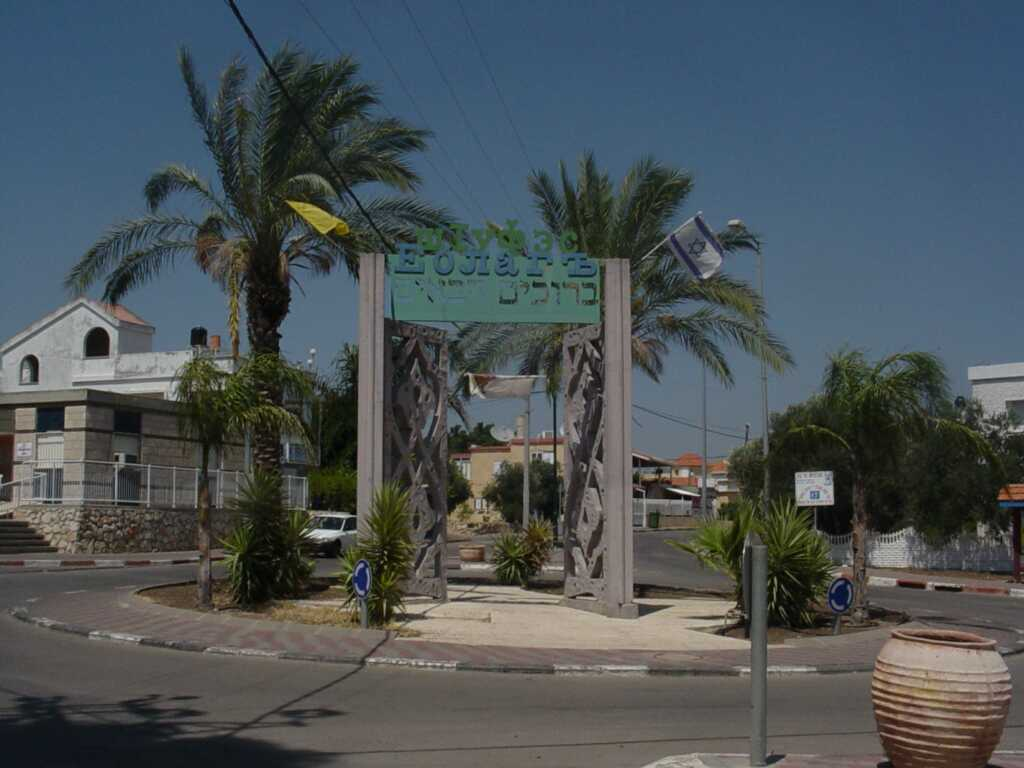
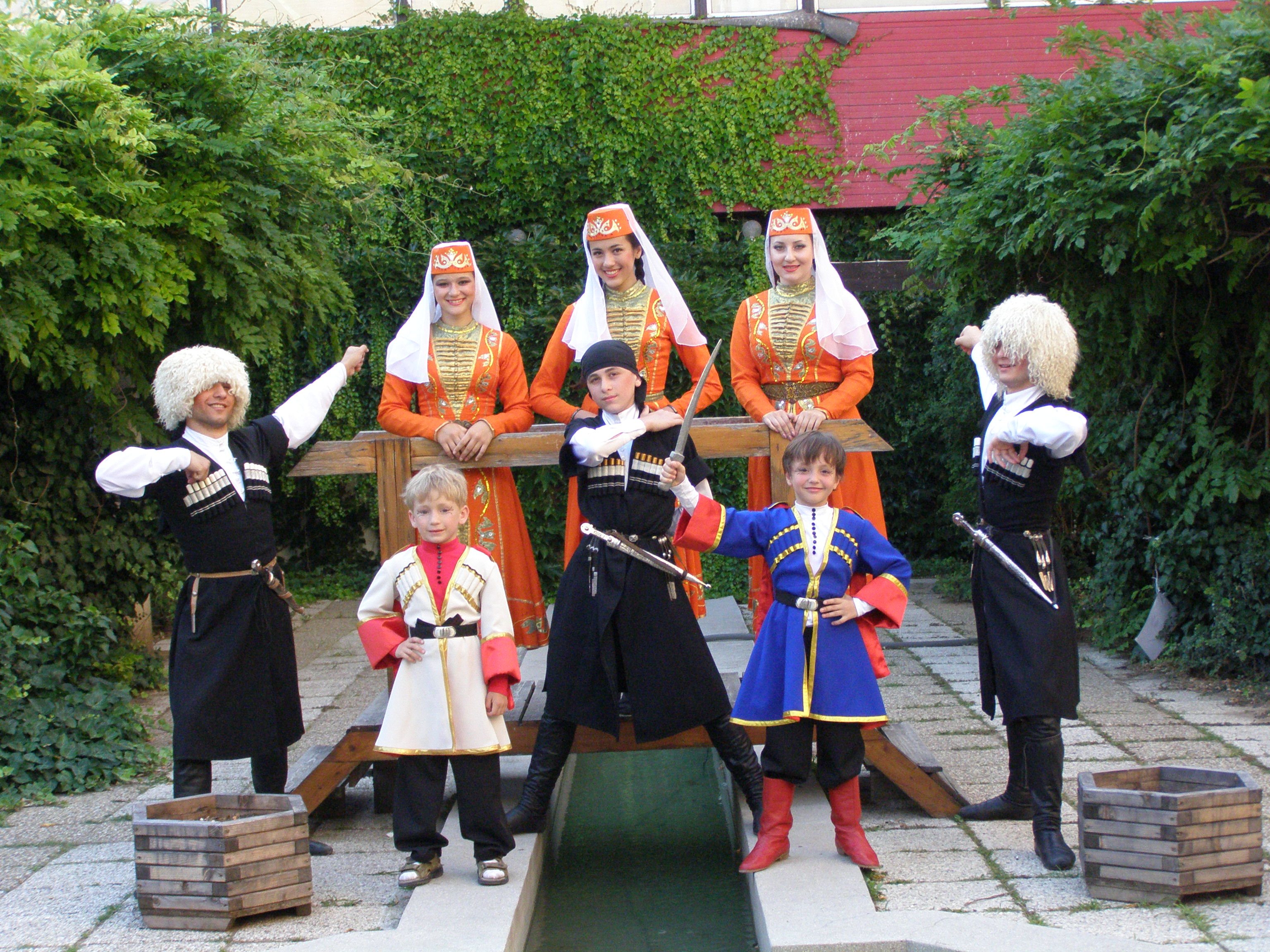